# Elephantimorpha
Az Elephantimorpha az emlősök (Mammalia) osztályának ormányosok (Proboscidea) rendjének, ezen belül az elefántalakúak (Elephantiformes) alrendjének egy csoportja, amelybe a mai elefántfélék (Elephantidae) tartoznak.

## Rendszerezés
A csoportba az alábbi 1 fosszilis család és 1 élő fajokal is rendelkező csoport tartozik:
- †masztodonfélék (Mammutidae) Hay, 1922 - késő oligocén – kora holocén
- Elephantida Tassy & Shoshani, 1997 - kora miocén - jelen

## Fordítás
- Ez a szócikk részben vagy egészben  az   Elephantimorpha című angol Wikipédia-szócikk ezen változatának fordításán alapul.  Az eredeti cikk szerkesztőit annak laptörténete sorolja fel. Ez a jelzés csupán a megfogalmazás eredetét és a szerzői jogokat jelzi, nem szolgál a cikkben szereplő információk forrásmegjelöléseként.
- Ez a szócikk részben vagy egészben  a   Proboscidea#Classification című angol Wikipédia-szócikk ezen változatának fordításán alapul.  Az eredeti cikk szerkesztőit annak laptörténete sorolja fel. Ez a jelzés csupán a megfogalmazás eredetét és a szerzői jogokat jelzi, nem szolgál a cikkben szereplő információk forrásmegjelöléseként.